# Noordelijk Internationaal Concours hippique

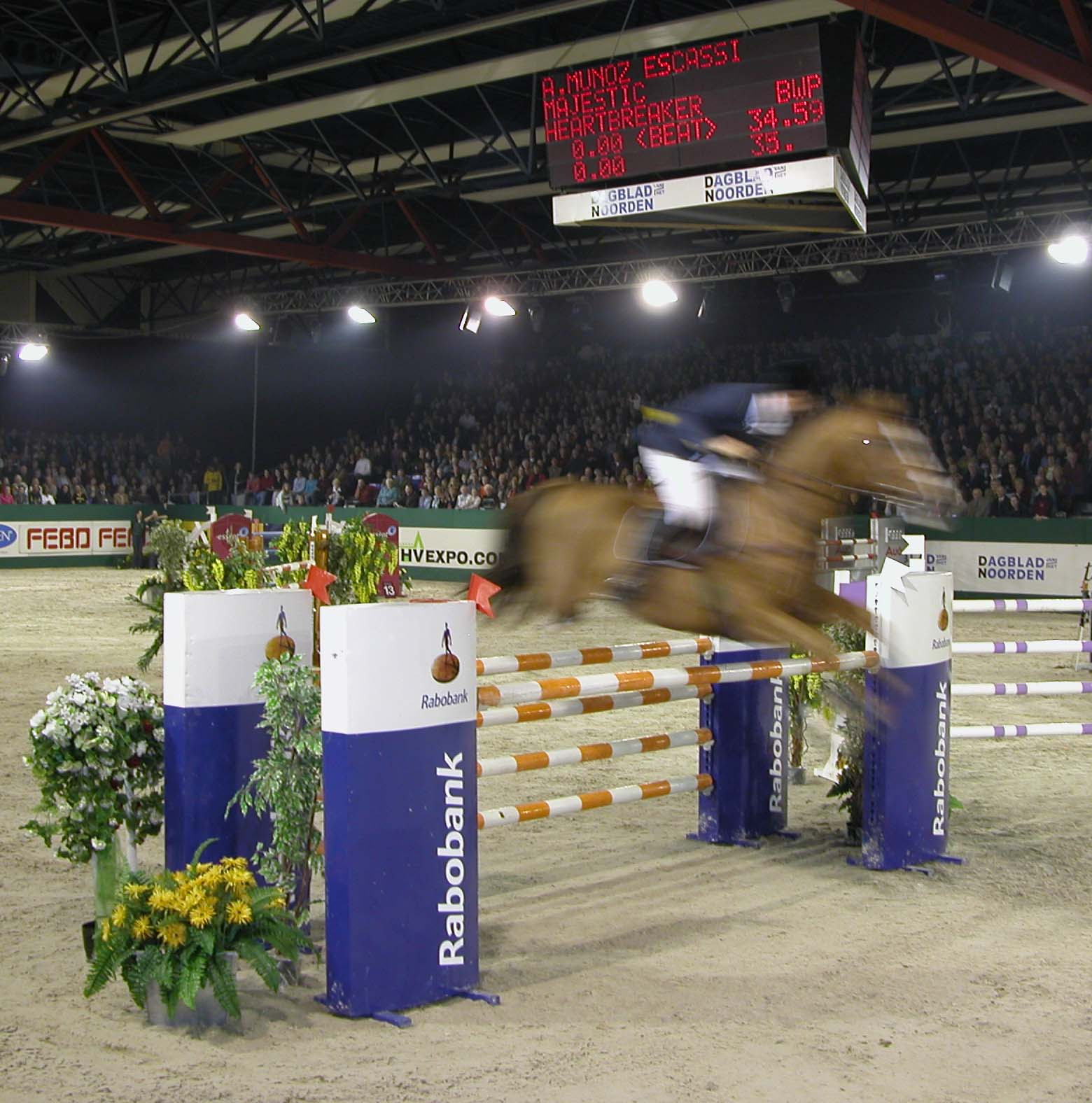
Ruiter met paard tijdens het NIC Zuidlaren 2004.

Het Noordelijk Internationaal Concours hippique is een indoor (overdekt) concours hippique dat in het Nederlandse Assen wordt gehouden. Het evenement wordt in het kort NIC of NIC Assen genoemd.
Voorheen werd het evenement in Zuidlaren georganiseerd en lag de organisatie voor een groot deel in handen van evenementenorganisatie BCM. Sinds 2009 is het bestuur zelf verantwoordelijk en vindt het evenement in Assen plaats. Het Noordelijk Internationaal Concours hippique biedt internationale paardensport in drie verschillende disciplines: springen, dressuur en aangespannen rijden.

## 50 jaar NIC Zuidlaren

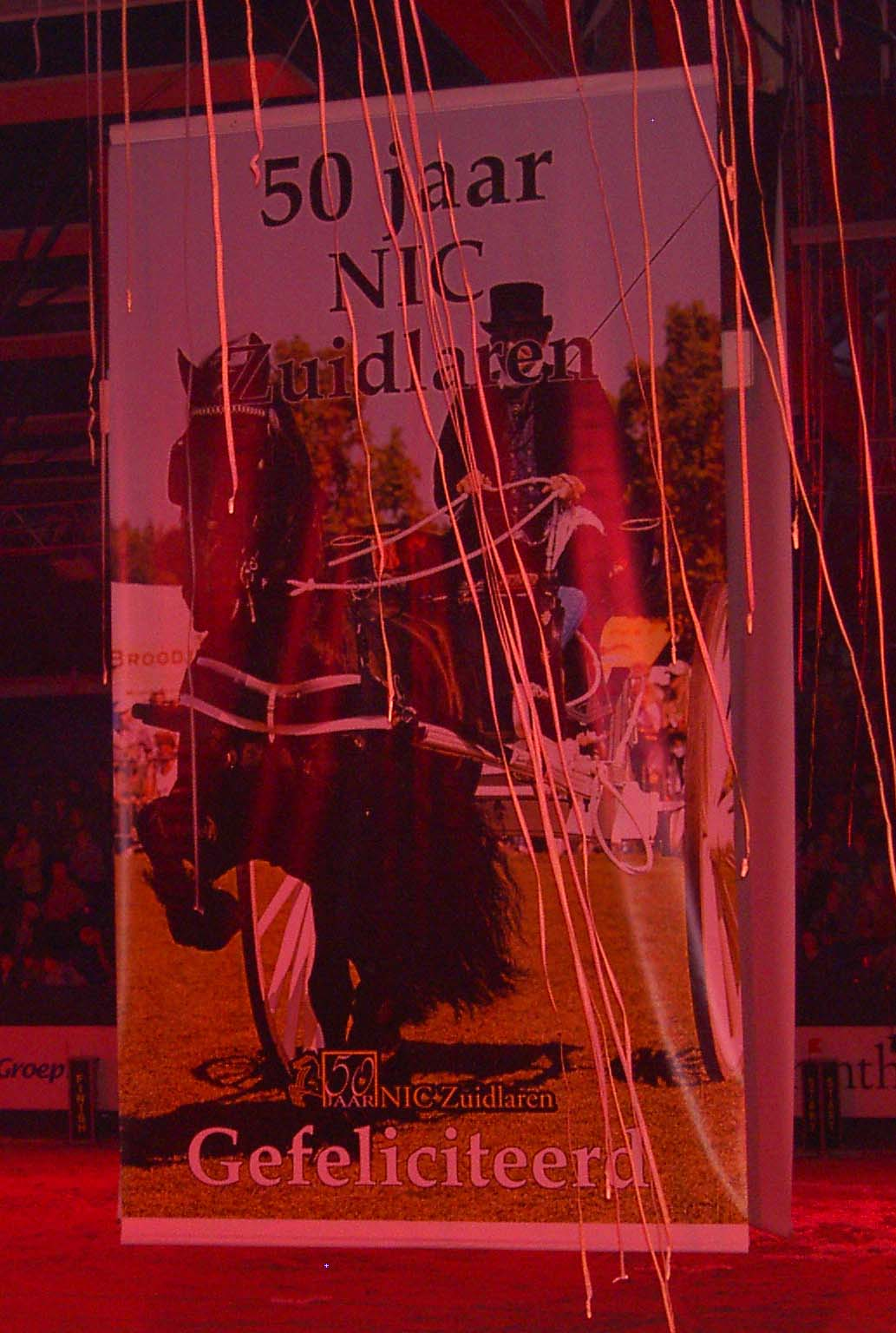
50 jaar NIC Zuidlaren, 2004.

In 2004 werd het Noordelijk Internationaal Concours hippique voor de vijftigste keer gehouden in het Prins Bernhardhoeve (PBH) complex te Zuidlaren. Het evenement werd toen over 5 dagen verdeeld en is bezocht door 36.000 bezoekers. De vijftigste was een speciale uitvoering van het evenement, vanwege het jubileum. Zo was koningin Beatrix van Nederland te gast, waren er speciale shows en deed dhr. W. Roelfsema afstand van zijn voorzitterschap.

## Verslaggeving evenement
De zondagmiddag van NIC Zuidlaren 2004, maar ook van NIC Zuidlaren 2003 zijn rechtstreeks via televisiezender RTL 5 uitgezonden vanuit de Prins Bernhardhoeve in Zuidlaren. NIC Zuidlaren 2005 werd op 30 oktober rechtstreeks uitgezonden via RTL 7 in plaats van RTL 5. Het evenement krijgt ook aandacht via de regionale omroepen van RTV Drenthe en RTV Noord.